# Weldon (Carolina do Norte)
Weldon é uma cidade  localizada no estado norte-americano de Carolina do Norte, no Condado de Halifax.

## Demografia
Segundo o censo norte-americano de 2000, a sua população era de 1374 habitantes.
Em 2006, foi estimada uma população de 1301, um decréscimo de 73 (-5.3%).

## Geografia
De acordo com o United States Census Bureau tem uma área de
4,6 km², dos quais 4,6 km² cobertos por terra e 0,0 km² cobertos por água. Weldon localiza-se a aproximadamente 28 m acima do nível do mar.

## Localidades na vizinhança
O diagrama seguinte representa as localidades num raio de 12 km ao redor de Weldon.